# Canton de Saint-Amand-les-Eaux-Rive gauche
Le canton de Saint-Amand-les-Eaux-Rive gauche est un ancien canton français, située dans le département du Nord et la région Nord-Pas-de-Calais.

## Composition
Le canton de Saint-Amand-les-Eaux-Rive gauche regroupait les communes suivantes :
| Nom                              | Code Insee | Codepostal | Superficie (km2) | Population (dernière pop. légale) | Densité (hab./km2) |
| -------------------------------- | ---------- | ---------- | ---------------- | --------------------------------- | ------------------ |
| Saint-Amand-les-Eaux (chef-lieu) | 59526      | 59230      | 33,81            | 16 836 (2012)                     | 498                |
| Bousignies                       | 59100      | 59178      | 3,14             | 303 (2012)                        | 96                 |
| Brillon                          | 59109      | 59178      | 2,87             | 738 (2012)                        | 257                |
| Lecelles                         | 59335      | 59226      | 16,24            | 2 684 (2012)                      | 165                |
| Maulde                           | 59393      | 59158      | 5,18             | 973 (2012)                        | 188                |
| Millonfosse                      | 59403      | 59178      | 3,48             | 660 (2012)                        | 190                |
| Nivelle                          | 59434      | 59230      | 5,92             | 1 286 (2012)                      | 217                |
| Rosult                           | 59511      | 59230      | 8,16             | 1 846 (2012)                      | 226                |
| Rumegies                         | 59519      | 59226      | 7,71             | 1 604 (2012)                      | 208                |
| Sars-et-Rosières                 | 59554      | 59230      | 2,60             | 543 (2012)                        | 209                |
| Thun-Saint-Amand                 | 59594      | 59158      | 3,71             | 1 151 (2012)                      | 310                |

## Histoire

### conseillers généraux de 1833 à 2015
De 1833 à 1848, les deux cantons de Saint-Amand (rive droite et rive gauche de la Scarpe) avaient le même conseiller général. Le nombre de conseillers généraux était limité à 30 par département.
| Période              | Identité                                          | Parti                  | Qualité |
| -------------------- | ------------------------------------------------- | ---------------------- | --- |
| 1833-1839 (décès)    | Nicolas Dubois (1766-1839)                        |                        | Ancien sous-préfet, propriétaire à Mortagne |
| 1839-1861            | Colomban Joseph Desespringalle (1779-1863)        |                        | Propriétaire à Saint-Amand Maire (1828-1832) de Saint-Amand                                                                                               |
| 1861-1868 (décès)    | Eugène Dubois                                     |                        | Membre du Conseil d'État Maire et propriétaire du château de Vitry-sur-Seine (Seine)                                                                      |
| 1868-1887 (décès)    | Louis Legrand de Lecelles                         | Droite Monarchiste     | Avocat près la Cour d'appel de Douai Député (1885-1887)                                                                                                   |
| 1887-1889 (décès)    | Eugène Davaine (1856-1889)                        | Républicain            | Distillateur à Saint-Amand |
| 1889-1892            | Georges Legrand de Lecelles                       | Droite                 | Propriétaire, avocat à Douai, conseiller d'arrondissement                                                                                                 |
| 1892-1937 (décès)    | Émile Davaine                                     | FR                     | Agriculteur Député (1910-1914) Maire de Saint-Amand-les-Eaux, conseiller d'arrondissement                                                                 |
| 1937-1940            | Jules Davaine (1887-1963) (fils d'Eugène Davaine) | FR                     | Distillateur à Saint-Amand-les-Eaux |
|                      |                                                   |                        | |
| 1943-1945            | Hyacinthe Wadbled (1888-1958)                     | Droite                 | Cultivateur Conseiller d'arrondissement, maire de Sars-et-Rosières Nommé conseiller départemental en 1943                                                 |
|                      |                                                   |                        | |
| 1945-1947 (décès)    | Ernest Couteaux                                   | SFIO                   | Géomètre Maire de Saint-Amand-les-Eaux (1919-1940 et 1947) Député (1919-1929 et 1932-1936) Sénateur (1946-1947)                                           |
| 25 janvier 1948-1951 | Gérard Davaine                                    | RPF                    | Conseiller municipal de Saint-Amand-les-Eaux |
| 1951-1958            | André Delcourt (1907-1997)                        | RPF puis RS            | Notaire à Saint-Amand-les-Eaux |
| 1958-2001            | Georges Donnez                                    | SFIO puis PDS puis UDF | Avocat - Député (1973-1978) Maire de Saint-Amand-les-Eaux (1953-1995)                                                                                     |
| 2001-2008            | Rose-Marie Caby                                   | UPN (RPR - UMP)        | Maire de Thun-Saint-Amand |
| 2008-2015            | Éric Renaud                                       | PCF                    | Ancien employé chez Alstom Ancien adjoint au maire de Quiévrechain 1er adjoint au maire de Saint-Amand-les-Eaux Ancien Vice-Président du Conseil régional |

### Conseillers d'arrondissement (de 1833 à 1940)
| Période | Période      | Identité                            | Étiquette                | Qualité |
| ------- | ------------ | ----------------------------------- | ------------------------ | --- |
| 1833    | 1836         | Séraphin Baudrin                    |                          | Maire de Raismes                                                                                            |
| 1836    | 1848         | François Souquet-Hornez (1800-1866) |                          | Conseiller à la Cour royale de Douai                                                                        |
|         |              |                                     |                          | |
| 1871    | 1883         | Charles Barbieux                    | Droite                   | Notaire à Saint-Amand                                                                                       |
| 1883    | 1889         | Georges Legrand de Lecelles         | Droite                   | Propriétaire, avocat à Douai                                                                                |
| 1889    | 1892         | Émile Davaine                       | Républicain              | Agriculteur à Saint-Amand                                                                                   |
| 1892    | 1896 (décès) | Désiré Lemaire                      | Républicain progressiste | Vétérinaire à Lecelles                                                                                      |
| 1896    | 1925         | François Platelle                   | Républicain radical      | Médecin à Rosult, Secrétaire général de la mairie de Saint-Amand-les-Eaux                                   |
| 1925    | 1937         | Jules Davaine                       | FR                       | Distillateur à Saint-Amand-les-Eaux                                                                         |
| 1937    | 1940         | Hyacinthe Wadbled                   | FR                       | Cultivateur, maire de Sars-et-Rosières                                                                      |
| 1940    |              |                                     |                          | Les conseils d'arrondissement ont été suspendus par la loi du 12 octobre 1940 et n'ont jamais été réactivés |

## Démographie
| 1962 | 1968 | 1975 | 1982 | 1990   | 1999   | 2006   | 2011   | 2012   |
| ---- | ---- | ---- | ---- | ------ | ------ | ------ | ------ | ------ |
| -    | -    | -    | -    | 18 373 | 18 931 | 19 495 | 19 591 | 19 688 |

### Pyramide des âges
Comparaison des pyramides des âges du Canton de Saint-Amand-les-Eaux-Rive gauche et du département du Nord en 2006
| Hommes | Classe d’âge   | Femmes |
| ------ | -------------- | ------ |
| 0,2    | 90 ans et plus | 0,7    |
| 4,1    | 75 à 89 ans    | 6,4    |
| 9,8    | 60 à 74 ans    | 11     |
| 23     | 45 à 59 ans    | 20,8   |
| 23,4   | 30 à 44 ans    | 24,2   |
| 17,9   | 15 à 29 ans    | 16,4   |
| 21,6   | 0 à 14 ans     | 20,5   |

| Hommes | Classe d’âge   | Femmes |
| ------ | -------------- | ------ |
| 0,2    | 90 ans et plus | 0,8    |
| 4,3    | 75 à 89 ans    | 7,9    |
| 10,3   | 60 à 74 ans    | 11,9   |
| 19,7   | 45 à 59 ans    | 19,4   |
| 21,1   | 30 à 44 ans    | 20,1   |
| 22,6   | 15 à 29 ans    | 21     |
| 21,6   | 0 à 14 ans     | 19     |